# Episodi de Il colore delle magnolie (prima stagione)
La prima stagione della serie televisiva Il colore delle magnolie è composta da 10 episodi ed è stata resa disponibile in tutto il mondo il 19 maggio 2020 su Netflix.
| nº | Titolo originale            | Titolo italiano                   | Pubblicazione originale | Pubblicazione in italiano |
| -- | --------------------------- | --------------------------------- | ----------------------- | ------------------------- |
| 1  | Pour It Out                 | A cuore aperto                    | 19 maggio 2020          | 19 maggio 2020            |
| 2  | A United Front              | Un fronte unito                   | 19 maggio 2020          | 19 maggio 2020            |
| 3  | Give Drink to the Thirsty   | Dar da bere agli assetati         | 19 maggio 2020          | 19 maggio 2020            |
| 4  | Lay It All Down             | Liberati di tutto                 | 19 maggio 2020          | 19 maggio 2020            |
| 5  | Dance First, Think Later    | Prima balla, poi pensa            | 19 maggio 2020          | 19 maggio 2020            |
| 6  | All Best Intentions         | Tutte ottime intenzioni           | 19 maggio 2020          | 19 maggio 2020            |
| 7  | Hold My Hand                | Prendimi per mano                 | 19 maggio 2020          | 19 maggio 2020            |
| 8  | What Fools These Mortals Be | Che pagliacci son questi mortali! | 19 maggio 2020          | 19 maggio 2020            |
| 9  | Where You Find Me           | Mi trovi qui                      | 19 maggio 2020          | 19 maggio 2020            |
| 10 | Storms and Rainbows         | Tempeste e arcobaleni             | 19 maggio 2020          | 19 maggio 2020            |